# Molvena hieroglyphica
Molvena hieroglyphica là một loài bướm đêm trong họ Noctuidae.